# 原始比目鱼
原始比目鱼（学名heteronectes）,是一种已灭绝的比目鱼，生存于始新世的欧洲。

## 化石发现
牛津大学的古生物学家马德弗里德曼在奥地利维也纳自然历史博物馆发现了不明身份＂怪眼鱼＂化石，他认为这是比目鱼进化的关联缺失环节，这个5000万年前比目鱼被称为heteronectes，其右眼位于头部右侧，眼睛的位置使这种鱼介于现存比目鱼，不对称的比目鱼及其它们遥远的比目鱼祖先之间，比目鱼的祖先的眼睛分布在脸的两侧，而且有对称的面孔。